# بلشون أخضر الظهر
بلشون أخضر الظهر (بالإنجليزية: Green-backed Heron)‏ أو بلشون مخطط (بالإنجليزية: Striated  Heron)‏
(الاسم العلمي:   Butorides  striatus) هو طائر ينتمي إلى بلشونيات (فصيلة: Ardeidae).
وهو يتواجد في جمهورية مصر العربية إلى جانب الأنواع الأخرى من طيور البلشون، بالقرب من مجرى نهر النيل وكذلك قرب البحيرات، وقرب مزارع الأسماك.
وهو أكثر جرأة من أنواع البلشون مثل (الواق الصغير) ، وأكثر خوفاً وحذرا من طيور البلشون الأبيض الصغير وطيور بلشون القطعان (أبوقردان)

## معرض صور

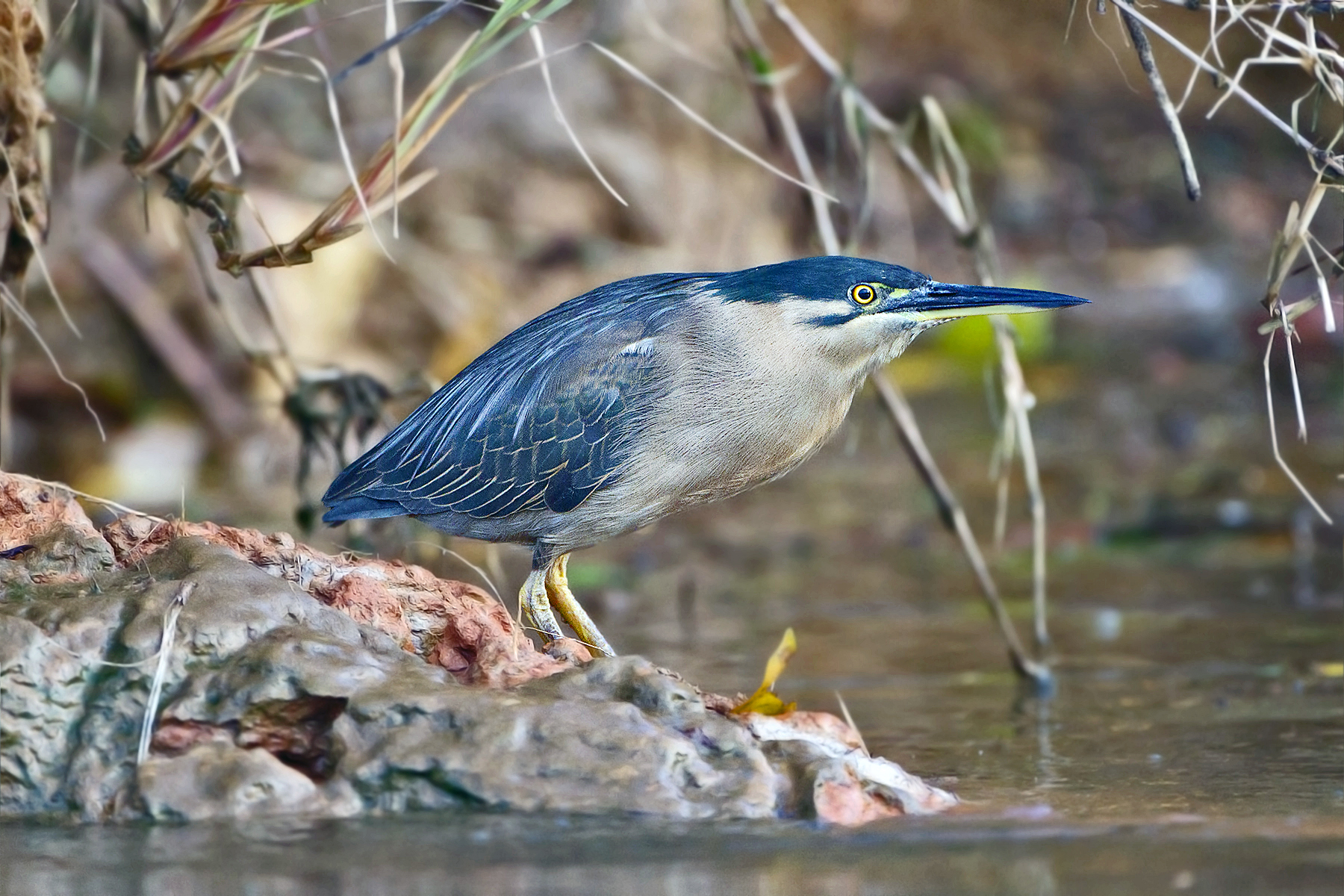
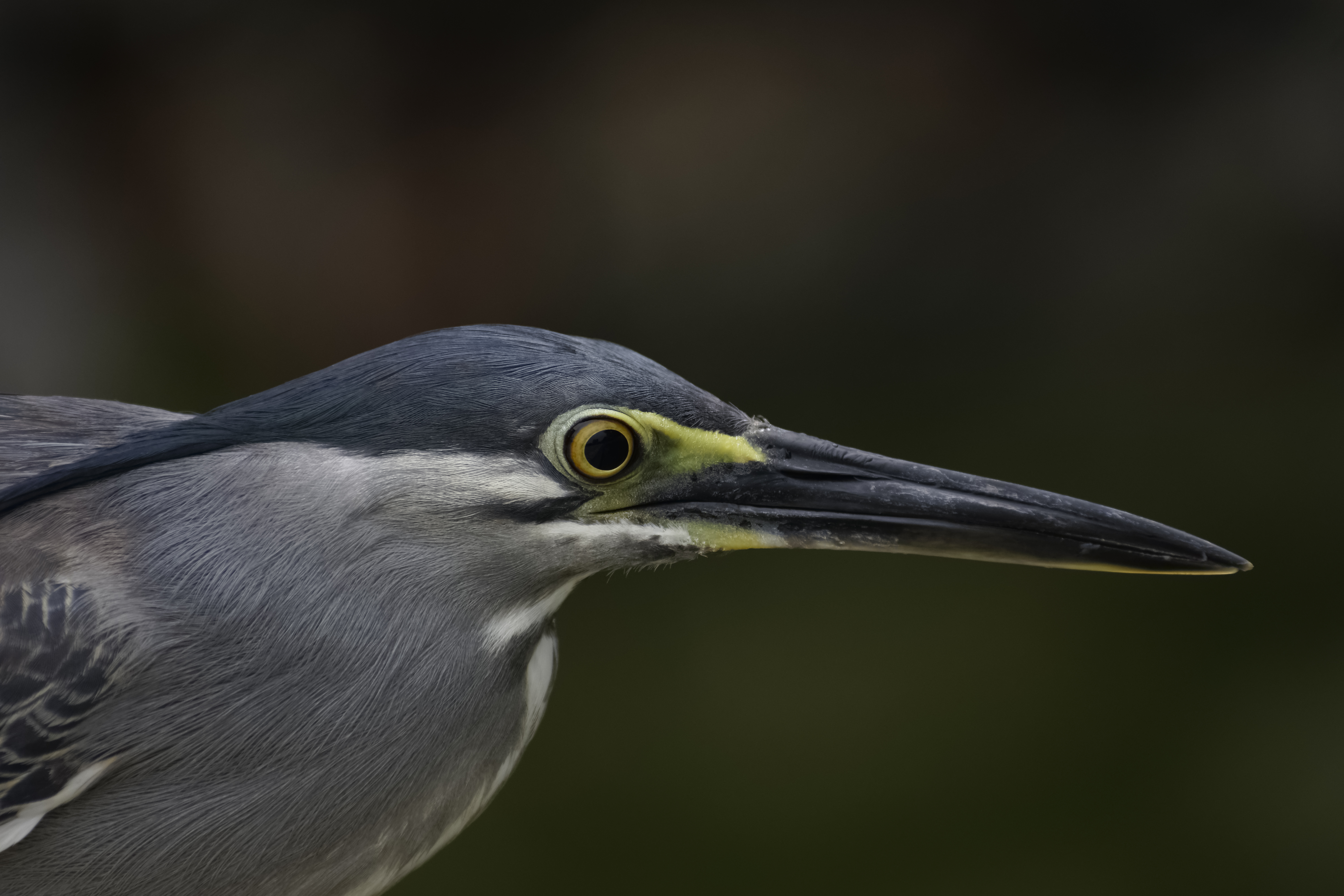
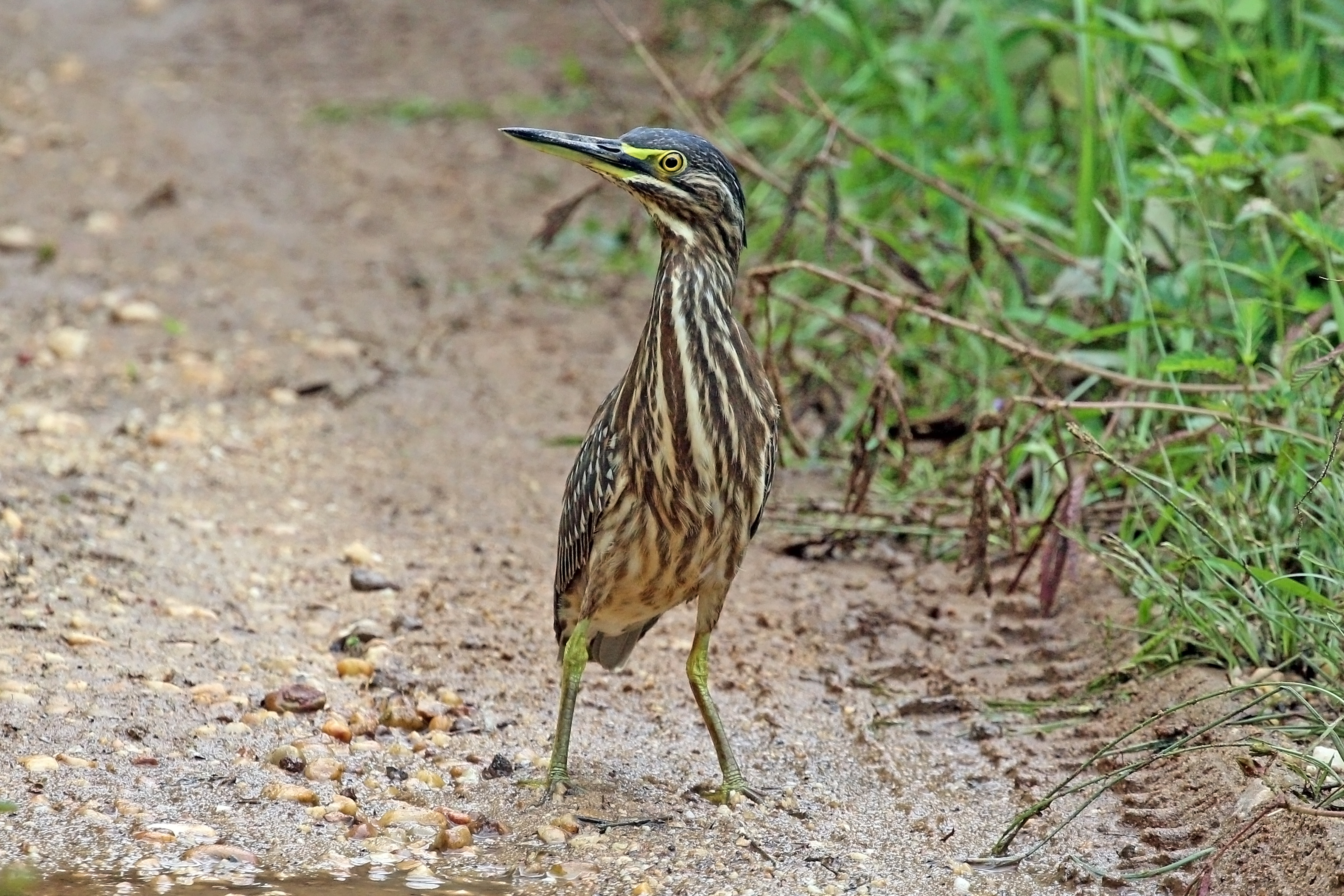
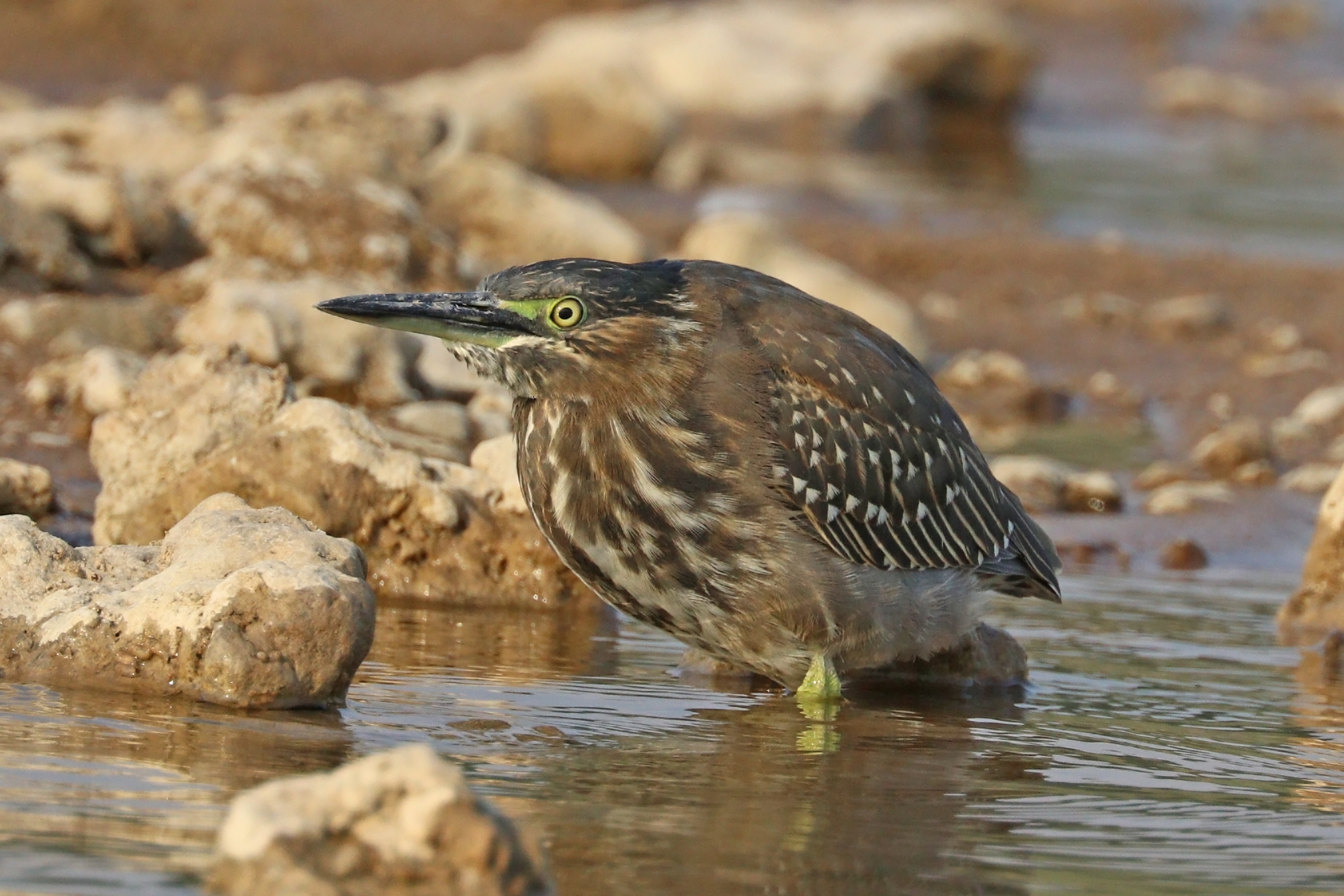
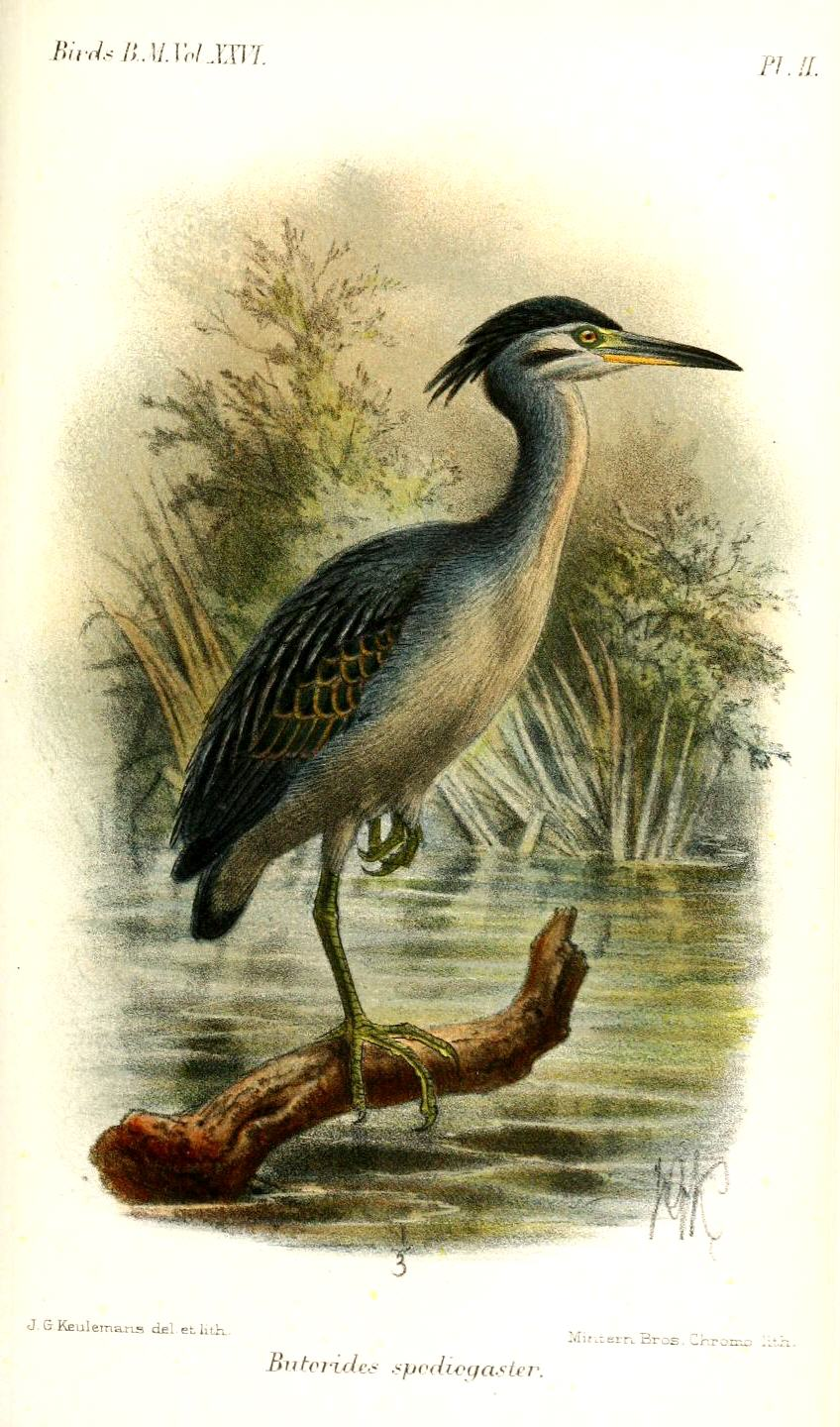
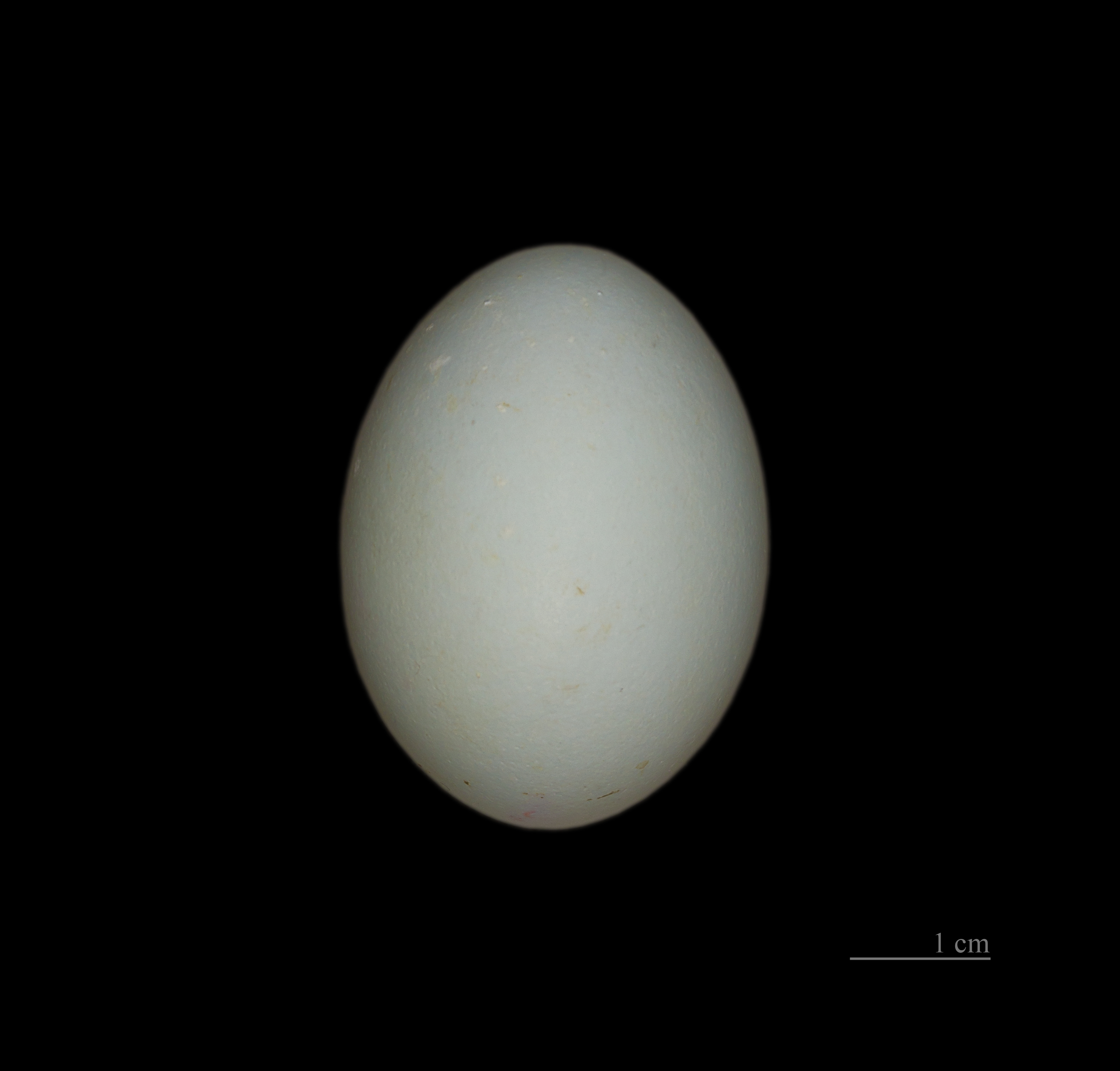